# Wolaniny
Wolaniny – wieś w Polsce położona w województwie lubelskim, w powiecie biłgorajskim, w gminie Biłgoraj.
| SIMC    | Nazwa   | Rodzaj    |
| ------- | ------- | --------- |
| 0886446 | Dębinki | część wsi |

W latach 1975–1998 miejscowość położona była w województwie zamojskim.
Wieś wchodzi w skład sołectwa Wolaniny, Ratwica. Według Narodowego Spisu Powszechnego z roku 2011 wieś liczyła 13 mieszkańców i była najmniejszą miejscowością gminy.
Wieś leży na skrzyżowaniu dróg powiatowych nr 2922L (Biłgoraj – Wolaniny) i 2921L (Tereszpol-Zaorenda – Smólsko Małe).
Źródła notują istnienie miejscowości pod koniec XVIII wieku. Wolaniny wchodziły w skład Ordynacji Zamojskiej. W wieku XIX zlokalizowana tutaj była karczma. Z tego okresu pochodzi również krzyż morowy, postawiony na pamiątkę zarazy. Niedaleko miejscowości znajduje się kopalnia piasku.